# Martin John Spalding
Martin John Spalding (Rolling Fork, 23 maggio 1810 – Baltimora, 7 febbraio 1872) è stato un arcivescovo cattolico statunitense.

## Biografia
Spalding nacque a Rolling Fork, nel Kentucky, e venne ordinato sacerdote a Bardstown il 14 agosto 1834. Era entrato nel St. Mary's College di Lebanon nel 1821, dove aveva studiato matematica, diplomandosi nel 1826, studiando successivamente filosofia e teologia nei quattro anni di seminario a Bardstown. Nel 1830 egli entrò a far parte della Congregazione di Propaganda Fide di Roma e ricevette il dottorato in teologia e diritto pubblico. Al suo ritorno a Bardstown entrò nel clero della cattedrale e lavorò come redattore del Catholic Advocate, fondato nel 1835.
Il 18 aprile 1848, venne nominato vescovo coadiutore di Louisville, sede a cui fu promosso vescovo l'11 febbraio 1850, dopo aver percorso una carriera lodevole nella diocesi, passando da vicario generale nel 1844 a Coadiutore cum jure nel 1848.
L'intera diocesi contava all'epoca circa 30.000 cattolici ed egli si propose in prima persona per venire incontro alle esigenze locali, facendo costruire una scuola per ragazze e ragazzi. Soffrendo per la mancanza materiale di sacerdoti, si recò in Europa dove reclutò i Saveriani, che giunsero a Louisville nel 1854.
Spalding fu promosso per questi suoi meriti arcivescovo di Baltimora il 3 maggio 1864, insediandosi ufficialmente il 31 luglio di quello stesso anno.
Morì il 7 febbraio 1872 a Baltimora, all'età di 61 anni.

## Genealogia episcopale e successione apostolica
La genealogia episcopale è:
- Cardinale Scipione Rebiba
- Cardinale Giulio Antonio Santori
- Cardinale Girolamo Bernerio, O.P.
- Arcivescovo Galeazzo Sanvitale
- Cardinale Ludovico Ludovisi
- Cardinale Luigi Caetani
- Cardinale Ulderico Carpegna
- Cardinale Paluzzo Paluzzi Altieri degli Albertoni
- Cardinale Gaspare Carpegna
- Cardinale Fabrizio Paolucci
- Cardinale Francesco Barberini
- Cardinale Annibale Albani
- Cardinale Federico Marcello Lante Montefeltro della Rovere
- Vescovo Charles Walmesley, O.S.B.
- Arcivescovo John Carroll, S.I.
- Vescovo Benoît-Joseph Flaget, P.S.S.
- Arcivescovo Martin John Spalding

La successione apostolica è:
- Arcivescovo John Baptist Lamy (1850)
- Vescovo Thomas Albert Andrew Becker (1868)
- Cardinale James Gibbons (1868)